# Metaseiulus eiko
Metaseiulus eiko är en spindeldjursart som först beskrevs av E.M. El-Banhawy 1984.  Metaseiulus eiko ingår i släktet Metaseiulus och familjen Phytoseiidae. Inga underarter finns listade i Catalogue of Life.